# 1988年夏季残疾人奥林匹克运动会印度尼西亚代表团
1988年夏季残疾人奥林匹克运动会印度尼西亚代表团是印度尼西亚派出的1988年夏季残疾人奥林匹克运动会代表团。获得2枚银牌。